# Christophe Clark
Pour les articles homonymes, voir Clark.
Ne doit pas être confondu avec Christopher Clark ou Christopher Clarke.
Christoph Clark ou Christophe Clark, né le 9 février 1958, de son vrai nom Gilbert Grosso, est un acteur et réalisateur de films pornographiques français, originaire du Sud de la France. Il commence sa carrière au début des années 1980. Depuis 1994, il est également producteur et s'est spécialisé dans les « gonzos » à destination des marchés internationaux.

## Biographie
Lors de vacances à Ibiza, il rencontre un photographe français qui lui propose des prises de vues à Paris, il avait juste vingt ans et c’était sa première expérience. Son premier film important fut Le fruit défendu pour Colmax, avec pour partenaire Marilyn Jess.
Il apparaît dans le film Pinot simple flic, dans la scène où l'on voit Sim jouer un photographe de scène pornographique, avec Fanny Bastien à ses côtés (il est attaché sur une croix) : sa voix est doublée par Martin Lamotte.
Ensuite, il tourne avec La Cicciolina, Nikki Anderson, en passant par Tabatha Cash, Karin Schubert, Dolly Buster, Teresa Orlowski, Lilli Carati, Moana Pozzi, et Angelica Bella avec qui il commence sa carrière de metteur en scène.
Ayant travaillé pour plusieurs labels, dont Marc Dorcel et Private, il est embauché par John Stagliano dans le studio américain Evil Angel, au même titre que Rocco Siffredi, John Leslie ou encore Joey Silvera.
Il réalise des nouvelles séries comme : Angel Perverse, Dressed to Fuck et Euro Domination.
Il réside à Budapest, en Hongrie, où il travaillait avec Greg Centauro et fait distribuer ses films en France par la société de Fred Coppula.
Clark réalise en 2011 une adaptation de l'affaire DSK intitulée DXK chez Colmax /Mypornproduction.com avec Katia de Lys, Roberto Malone, Aleska Diamond et Sandra Romain,.

## Récompenses
Il remporte une douzaine de récompenses dans le domaine pornographique avec entre autres, lors de la première cérémonie des Hot d'or à Cannes en 1992, le prix du meilleur acteur français pour Le Clown de Niels Molitor, avec pour partenaire Angelica Bella.
À Bruxelles en 1993, il est nommé meilleur acteur européen pour l’ensemble de ses prestations.
À Cannes en 1994 et 1995 il remporte le Hot d'or du meilleur acteur européen respectivement pour Délices et Séduction de Michel Ricaud avec Deborah Wells, et pour Citizen Shane également de Michel Ricaud avec Anita Rinaldi et Draghixa Laurent.
Il est également élu meilleur acteur européen à Bruxelles et à Barcelone pour Aladin de Franco Damiano avec Tabatha Cash.
En 1996 à Cannes, il reçoit le prix du meilleur nouveau directeur européen pour Jeunes Veuves Lubriques avec Laure Sinclair.
Il reçoit régulièrement des prix tels que les AVN Awards de Las Vegas pour ses séries tels que Euro Domination ou bien pour une de ses dernières grosses productions Christoph Clark's Obsession. Depuis 2002, il est membre de l'AVN Hall of Fame.
- AVN Awards 2007 :
  - Best Foreign All-Sex Release – Obsession (Clark Euro Angel / Evil Angel)
  - Best Foreign All-Sex Series – Euro Domination (Clark Euro / Evil Angel)